# العلاقات الإيطالية السويسرية
العلاقات الإيطالية السويسرية هي العلاقات الثنائية التي تجمع بين إيطاليا وسويسرا.

## مقارنة بين البلدين
هذه مقارنة عامة ومرجعية للدولتين:
| وجه المقارنة                                              | إيطاليا                                                  | سويسرا                                                                                      |
| --------------------------------------------------------- | -------------------------------------------------------- | ------------------------------------------------------------------------------------------- |
| المساحة (كم2)                                             | 301.34 ألف                                               | 41.28 ألف                                                                                   |
| عدد السكان (نسمة)                                         | 60.60 مليون                                              | 8.21 مليون                                                                                  |
| الكثافة السكانية (ن./كم²)                                 | 201.1                                                    | 198.89                                                                                      |
| العاصمة                                                   | روما، فلورنسا، تورينو                                    | برن                                                                                         |
| اللغة الرسمية                                             | اللغة الإيطالية                                          | اللغة الألمانية، اللغة الإيطالية، لغة فرنسية، اللغة الرومانشية، الألمانية السويسرية الموحدة |
| العملة                                                    | يورو، ليرة إيطالية                                       | فرنك سويسري                                                                                 |
| الناتج المحلي الإجمالي (بليون دولار)                      | 1.93 تريليون                                             | 678.89 مليار                                                                                |
| الناتج المحلي الإجمالي (تعادل القوة الشرائية) بليون دولار | 2.26 تريليون                                             | 518.07 مليار                                                                                |
| الناتج المحلي الإجمالي الاسمي للفرد دولار أمريكي          | 29.96 ألف                                                | 80.94 ألف                                                                                   |
| الناتج المحلي الإجمالي للفرد دولار أمريكي                 | 35.46 ألف                                                | 59.54 ألف                                                                                   |
| مؤشر التنمية البشرية                                      | 0.873                                                    | 0.930                                                                                       |
| رمز المكالمات الدولي                                      | +39                                                      | +41                                                                                         |
| رمز الإنترنت                                              | .it                                                      | .ch، .swiss ‏                                                                                |
| المنطقة الزمنية                                           | توقيت وسط أوروبا، ت ع م+01:00، ت ع م+02:00، أوروبا/روما ‏ | توقيت وسط أوروبا، ت ع م+01:00، ت ع م+02:00، أوروبا/زيورخ ‏                                   |

## مدن متوأمة
في ما يلي قائمة باتفاقيات التوأمة بين مدن إيطالية وسويسرية:
- ترتبط سان داميانو دستي مع كرينز باتفاقية توأمة.
- ترتبط فالي دي كادوري مع Claro, Switzerland [الإنجليزية]‏ باتفاقية توأمة.
- ترتبط إفريا مع مونثي باتفاقية توأمة.
- ترتبط تشسترنينو مع كروزلينغن باتفاقية توأمة.
- ترتبط بينيفنتو مع برن باتفاقية توأمة.
- ترتبط ساينت اوين (ايطاليا) مع Saint-Oyens [الإنجليزية]‏ باتفاقية توأمة.
- ترتبط بادولاتو مع فيتسيكون باتفاقية توأمة منذ 5 يونيو 2010.
- ترتبط شارفنسود مع Les Bois [الإنجليزية]‏ باتفاقية توأمة.
- ترتبط مونتيروني دي لتشه مع Lengnau, Bern [الإنجليزية]‏ باتفاقية توأمة.
- ترتبط مونتالتو أوفوغو مع Brissago [الإنجليزية]‏ باتفاقية توأمة.
- ترتبط أوياس مع Vex, Switzerland [الإنجليزية]‏ باتفاقية توأمة.
- ترتبط باكينو مع بيال/بيان باتفاقية توأمة.
- ترتبط نفيانو مع لانجينثال [الإنجليزية]‏ باتفاقية توأمة.
- ترتبط سانسي بلوكرو مع نوشاتيل باتفاقية توأمة.
- ترتبط Biassono [الإنجليزية]‏ مع Minusio [الإنجليزية]‏ باتفاقية توأمة.
- ترتبط Avegno, Liguria [الإنجليزية]‏ مع Avegno Gordevio [الإنجليزية]‏ باتفاقية توأمة.
- ترتبط Battaglia Terme [الإنجليزية]‏ مع بيشوفتزل باتفاقية توأمة.
- ترتبط تشيزيناتيكو مع ساير باتفاقية توأمة.
- ترتبط سان بيليغرينو تيرمي مع برجدورف باتفاقية توأمة.
- ترتبط بانيو دي رومانيا مع Rapperswil-Jona [الإنجليزية]‏ باتفاقية توأمة.
- ترتبط أوستا مع مارتيني باتفاقية توأمة.
- ترتبط أورنافاسو (بلدة) مع Naters [الإنجليزية]‏ باتفاقية توأمة.
- ترتبط برا مع Spreitenbach [الإنجليزية]‏ باتفاقية توأمة.
- ترتبط تيراتشينا مع خور باتفاقية توأمة.
- ترتبط براروستينو مع Mont-sur-Rolle [الإنجليزية]‏ باتفاقية توأمة.
- ترتبط مونوبولي مع لوس باتفاقية توأمة.
- ترتبط كاستلنوفو رانجوني مع Suhr, Aargau [الإنجليزية]‏ باتفاقية توأمة.
- ترتبط مونتكاتيني ترمي مع لوكارنو باتفاقية توأمة.
- ترتبط Ardesio [الإنجليزية]‏ مع Ardez [الإنجليزية]‏ باتفاقية توأمة.
- ترتبط كوليزانو مع يافردون ليه باين باتفاقية توأمة.
- ترتبط فيلا دي أدا مع مايلن باتفاقية توأمة.
- ترتبط كوتينيولا مع هوتلينغن باتفاقية توأمة.
- ترتبط كاستيجليون فاليتو مع مونتيلير باتفاقية توأمة.
- ترتبط باسينو مع Binn [الإنجليزية]‏ باتفاقية توأمة.
- ترتبط آدرو مع Vezia [الإنجليزية]‏ باتفاقية توأمة.
- ترتبط روكا دي كامبيو مع ساس-فيي باتفاقية توأمة.
- ترتبط ألفانو مع زيرمات باتفاقية توأمة.
- ترتبط سانتيرامو في كولي مع بولاخ باتفاقية توأمة.
- ترتبط دومودوسولا مع Brig, Switzerland [الإنجليزية]‏ باتفاقية توأمة.
- ترتبط أماروني مع Risch-Rotkreuz [الإنجليزية]‏ باتفاقية توأمة.

## منظمات دولية مشتركة
يشترك البلدان في عضوية مجموعة من المنظمات الدولية، منها:
| علم المنظمة | اسم المنظمة                               | تاريخ انضمام إيطاليا | تاريخ انضمام سويسرا |
| ----------- | ----------------------------------------- | -------------------- | ------------------- |
|             | مؤسسة التمويل الدولية                     | 27 ديسمبر 1956       | 29 مايو 1992        |
|             | يونسكو                                    | ?                    | 28 يناير 1949       |
|             | مجموعة أستراليا                           | 1985                 | 1987                |
|             | المرصد الأوروبي الجنوبي                   | 1982                 | 1982                |
|             | اتحاد المدفوعات الأوروبي ‏                 | ?                    | ?                   |
|             | مجموعة الموردين النوويين                  | ?                    | ?                   |
|             | الوكالة الدولية للطاقة                    | ?                    | ?                   |
|             | مؤسسة التنمية الدولية                     | 24 سبتمبر 1960       | 29 مايو 1992        |
|             | منظمة التعاون الاقتصادي والتنمية          | 29 مارس 1962         | ?                   |
|             | المركز الدولي لتسوية المنازعات الاستشارية | 28 أبريل 1971        | 14 يونيو 1968       |
|             | وكالة ضمان الاستثمار متعدد الأطراف        | 29 أبريل 1988        | 12 أبريل 1988       |
|             | منظمة حظر الأسلحة الكيميائية              | ?                    | ?                   |
|             | المنظمة الأوروبية لسلامة الملاحة الجوية   | 1996                 | 1992                |
|             | البنك الإفريقي للتنمية                    | ?                    | ?                   |
|             | الأمم المتحدة                             | 14 ديسمبر 1955       | 10 سبتمبر 2002      |
|             | الاتحاد الدولي للاتصالات                  | 1866                 | 1866                |
|             | منظمة الشرطة الجنائية الدولية             | ?                    | ?                   |
|             | البنك الدولي للإنشاء والتعمير             | 27 مارس 1947         | 29 مايو 1992        |
|             | منظمة الأمن والتعاون في أوروبا            | 25 يونيو 1973        | 25 يونيو 1973       |
|             | وكالة الفضاء الأوروبية                    | ?                    | ?                   |
|             | الاتحاد البريدي العالمي                   | ?                    | ?                   |
|             | منظمة التجارة العالمية                    | 1995                 | ?                   |
|             | الفريق المعني برصد الأرض                  | ?                    | ?                   |
|             | بنك التنمية الآسيوي                       | 1966                 | 1967                |
|             | نظام تحكم تكنولوجيا القذائف               | 1987                 | 1992                |
|             | مجلس أوروبا                               | 5 مايو 1949          | ?                   |

## أعلام
هذه قائمة لبعض الشخصيات التي تربطها علاقات بالبلدين:
- ألبرتو جياكوميتي (10 أكتوبر 1901[26][27][28] – 12 يناير 1966[26][27][28])
- برونو جياكوميتي (مهندس معماري سويسري، 24 أغسطس 1907 – 21 مارس 2012)
- جيوفاني جياكوميتي (فنان سويسري، 7 مارس 1868[29][30][31] – 25 يونيو 1933[29][30][31])
- ديفيد وسلي (درّاج طريق سويسري، 8 مايو 1980 – )
- لويجي تافيري (متسابق دراجات نارية سويسري، 19 سبتمبر 1929 – 1 مارس 2018)
- ماركو شيودينيلي (لاعب كرة مضرب سويسري، 10 سبتمبر 1981 – )
- ماركو غراسي (لاعب كرة قدم سويسري، 8 أغسطس 1968[32] – )
- نيكولاس ماراتزي (لاعب كرة قدم سويسري، 13 يوليو 1981[33] – )
- يوهان هاينريش بستالوتزي (12 يناير 1746[34][35][36] – 17 فبراير 1827[34][35][36])

## وصلات خارجية
- موقع وزارة الخارجية الإيطالية
- موقع وزارة الخارجية السويسرية